# W50
A W50 é uma linha de ogivas termonucleares de combate dos Estados Unidos da América, tendo duas principais variantes (MOD1 e MOD2), e três opções de rendimento (o Y1 com rendimento de 60 quilotôns, o Y2 com 200 quilotôns, e o Y3 com rendimento de 400kt.), foi projetada em 1950, tem 15.4 polegadas de diâmetro e 44 polegadas de altura, com o peso de 410 libras, foram produzidas 280 W50 entre 1963 e 1965, suas ogivas começaram a ser aposentadas a partir de 1973, com as últimas unidades aposentadas em 1991. Supostamente a W50 foi usada no projeto W78.